# Sassafras albidum
Il sassofrasso  o sassafrasso (Sassafras albidum L. ex Nees) è una pianta arbustiva della famiglia delle Lauracee, diffusa in America settentrionale
Dalla sua radice si ricava un olio essenziale di colore giallo arancio, contenente safrolo, usato per profumare saponi, aromatizzare bevande e in preparati farmaceutici. Viene utilizzato per la fabbricazione della MDMA, droga semisintetica nota come ecstasy.

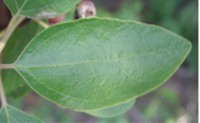
Sassafras albidum, foglie della varietà più comune
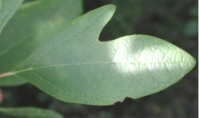
Sassafras albidum, foglie della varietà lobata
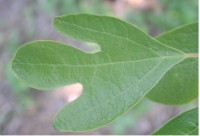
Sassafras albidum, foglie della varietà trilobata

## Descrizione
È un albero deciduo di medie dimensioni che raggiunge i 15-20 m di altezza, con un tronco che può raggiungere i 60 cm di diametro e una chioma con molti rami sottili. La corteccia del tronco degli alberi maturi è spessa, di colore rosso scuro e profondamente solcata. La ramificazione è simpodiale. I germogli sono inizialmente di colore giallo-verde brillante con corteccia mucillaginosa, che diventa bruno-rossastra, e in due o tre anni iniziano a presentare fessure poco profonde. Le foglie sono alterne, da verdi a giallo-verdi, ovate o obovate, lunghe 10-16 cm e larghe 5-10 cm, con un picciolo corto, sottile e leggermente scanalato. Si presentano in tre forme diverse, che possono trovarsi tutte sullo stesso ramo, a tre foglie, lobate, ellittiche intere e a due lobi; raramente, i lobi possono essere al massimo tre. In autunno, si trasformano in sfumature gialle e rosse. I fiori sono prodotti sciolti, ricadenti, con pochi mazzetti lunghi fino a 5 cm, in primavera poco prima della comparsa delle foglie, di colore da giallo a giallo-verdastro, con cinque o sei tepali. Di solito è dioica, con fiori maschili e femminili su alberi separati; i fiori maschili hanno nove stami, quelli femminili staminodi (sei stami abortiti) e uno stilo di 2-3 mm in un ovario superiore. L'impollinazione avviene tramite insetti. Il frutto è una drupa blu scuro-nera lunga 1 cm contenente un singolo seme, che matura alla fine dell'estate, con i semi dispersi dagli uccelli, con cotiledoni spessi e carnosi. Tutte le parti della pianta sono aromatiche e pungenti. Le radici sono spesse e carnose e spesso producono germogli che possono svilupparsi in nuovi alberi.

## Ecologia
Preferisce terreni ricchi, ben drenati, sabbiosi o argillosi con un pH di 6-7, ma cresce in tutti i terreni umidi. Le piantine tollerano l'ombra, ma gli alberi giovani e vecchi richiedono la piena luce del sole per crescere bene nei boschi, e di solito si rigenerano negli spazi creati dalle tempeste di vento. La crescita è rapida, soprattutto per quanto riguarda i germogli radicali, che possono raggiungere 1,2 m nel primo anno e 4,5 m in 4 anni. I germogli delle radici spesso si sviluppano in densi boschetti e un singolo albero, se lasciato espandere senza limiti, sarà presto circondato da una considerevole colonia clonale, poiché le sue radici stolonifere si diffondono in tutte le direzioni e producono una moltitudine di germogli.

## Coltivazione
Il Sassafras albidum è spesso coltivato come albero ornamentale per le sue foglie insolite e il suo profumo aromatico. Al di fuori del suo areale di origine, viene talvolta coltivato in Europa e altrove.

## Utilizzi
Il legno è di colore marrone arancione opaco, duro e resistente a contatto con il terreno, ed è stato utilizzato in passato per pali e rotaie, piccole imbarcazioni e gioghi, anche se la scarsità e le dimensioni ridotte ne limitano l'uso attuale. Una parte è ancora utilizzata per la produzione di mobili.

## Medicinale
Utilizzata come fragranza nei profumi e nei saponi, negli alimenti (tè al sassafrasso e aroma di caramello) e per l'aromaterapia. Si dice che il profumo dell'olio di sassafrasso sia un ottimo repellente per zanzare e altri insetti, il che la rende una pianta da giardino. Dalla corteccia si possono estrarre acidi per la produzione di profumi.
L'olio essenziale viene utilizzato come analgesico e antisettico in odontoiatria. L'olio di sassofrasso è la fonte preferita di safrolo, che è il componente principale (75-80%) degli oli essenziali.
La corteccia della radice viene usata per fare il tè, anche se la maggior parte del "tè di sassafrasso" commerciale è ora prodotto con aromi artificiali, a seguito del divieto della FDA. Dal legno si ottiene una tintura gialla. Le gemme vengono utilizzate per produrre la root beer, una tradizionale bevanda analcolica gassata con lievito, che deve il suo caratteristico odore e sapore all'estratto di sassafrasso. Le root beer più commerciali hanno sostituito l'estratto di safrolo con il salicilato di metile, l'estere presente nella corteccia del wintergreen e della betulla nera (Betula lenta).